# Topolinoje (Jakucja)
Topolinoje (ros. Тополиное) – wieś w Rosji, w Jakucji, w ułusie tompońskim. W 2010 liczyła 915 mieszkańców.